# 土耳其溪
土耳其溪（土耳其語：或），是一条从俄罗斯通往土耳其的天然气管道。它起點位於俄罗斯克拉斯诺达尔地区阿纳帕附近的Russkaya压缩机站，穿过黑海後終點為土耳其Kıyıköy。

## 背景
受克里米亞危機俄烏关系恶化影响，俄羅斯希望修建土耳其溪以减少通过乌克兰向欧洲供应天然气的规模。

## 歷史
土耳其溪项目取代了在2014年被取消的南溪项目。在2015年11月土耳其击落一架俄罗斯战斗机之后，该项目暂时中止。 但是，隨著俄土關係在2016年夏季恢复，土耳其溪的政府间协议于2016年10月签署。土耳其溪于2017年5月开始施工，并于2020年1月1日开始通过管道向保加利亚输送天然气。2020年1月8日，土耳其总统埃尔多安和俄罗斯总统普京在伊斯坦布尔共同出席土耳其溪竣工通气仪式。
俄罗斯国防部表示，2025年2月28日凌晨，乌军攻击土耳其溪基础设施。

## 路線
土耳其溪起點位於俄羅斯克拉斯诺达尔边疆区阿纳帕附近的Russkaya壓縮機站。它在黑海上路線長930 km（578 mi），其中230 km（140 mi）位於俄羅斯海域，700 km（435 mi）位於土耳其海域。土耳其溪越過黑海後抵達土耳其克尔克拉雷利省維澤Kıyıköy。從這裡開始，土耳其溪分為兩條線路，一條經呂萊布爾加茲來到伊普薩拉；另外一條則通向土耳其與保加利亞邊境附近的Malkoçlar，并与现有的跨巴尔干管道系统相连。

## 制裁
2020年7月21日，美国众议院以295票支持、125票反对通过“2021财年国防授权法案”，根據該法案，“土耳其溪”項目將被制裁。

## 另見
- 北溪天然气管道
- 塔納普天然氣管線